# Suytunchén (Tecoh)
Suytunchén es una localidad ubicada en el municipio de Tecoh del estado mexicano de Yucatán. Tiene una altitud promedio de 12 m s. n. m. y se localiza al sur de la ciudad capital del estado, la ciudad de Mérida.

## Toponimia
El nombre (Suytunchén) en idioma maya significa pozo de piedra pues proviene de suytun que significa peña o piedra grande y chen que significa pozo. 

## Demografía
Según el censo de 2005 realizado por el INEGI, la población de la localidad era de 0 habitantes.
| 82                          | 189 | 37 | 53 | 37 | 42 | 7 | 0 | ? | ? | 0 | 0 | 0 |
| (Fuente: INEGI [Consultar]) |     |    |    |    |    |   |   |   |   |   |   |   |

## Galería

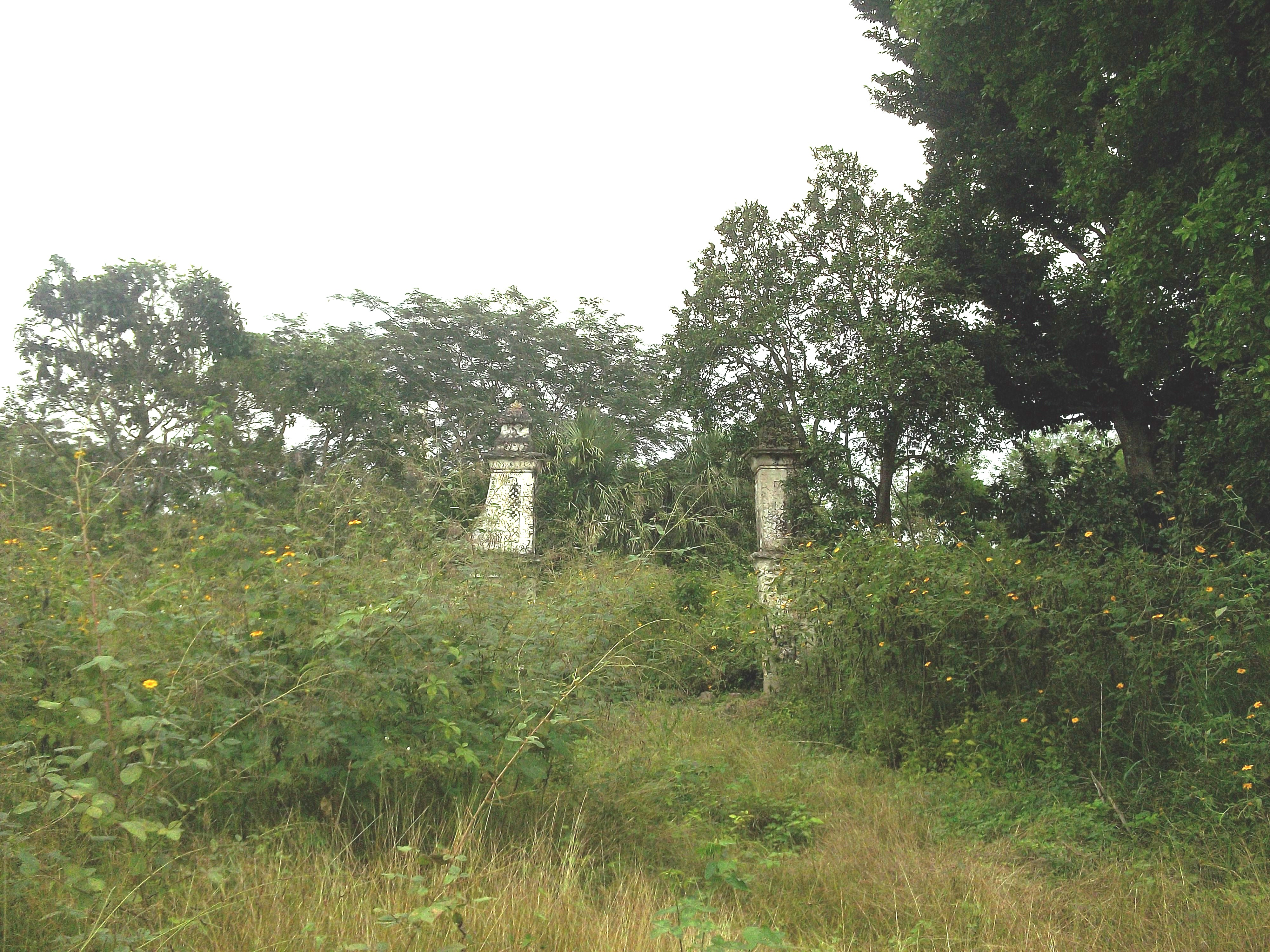
Hacienda.
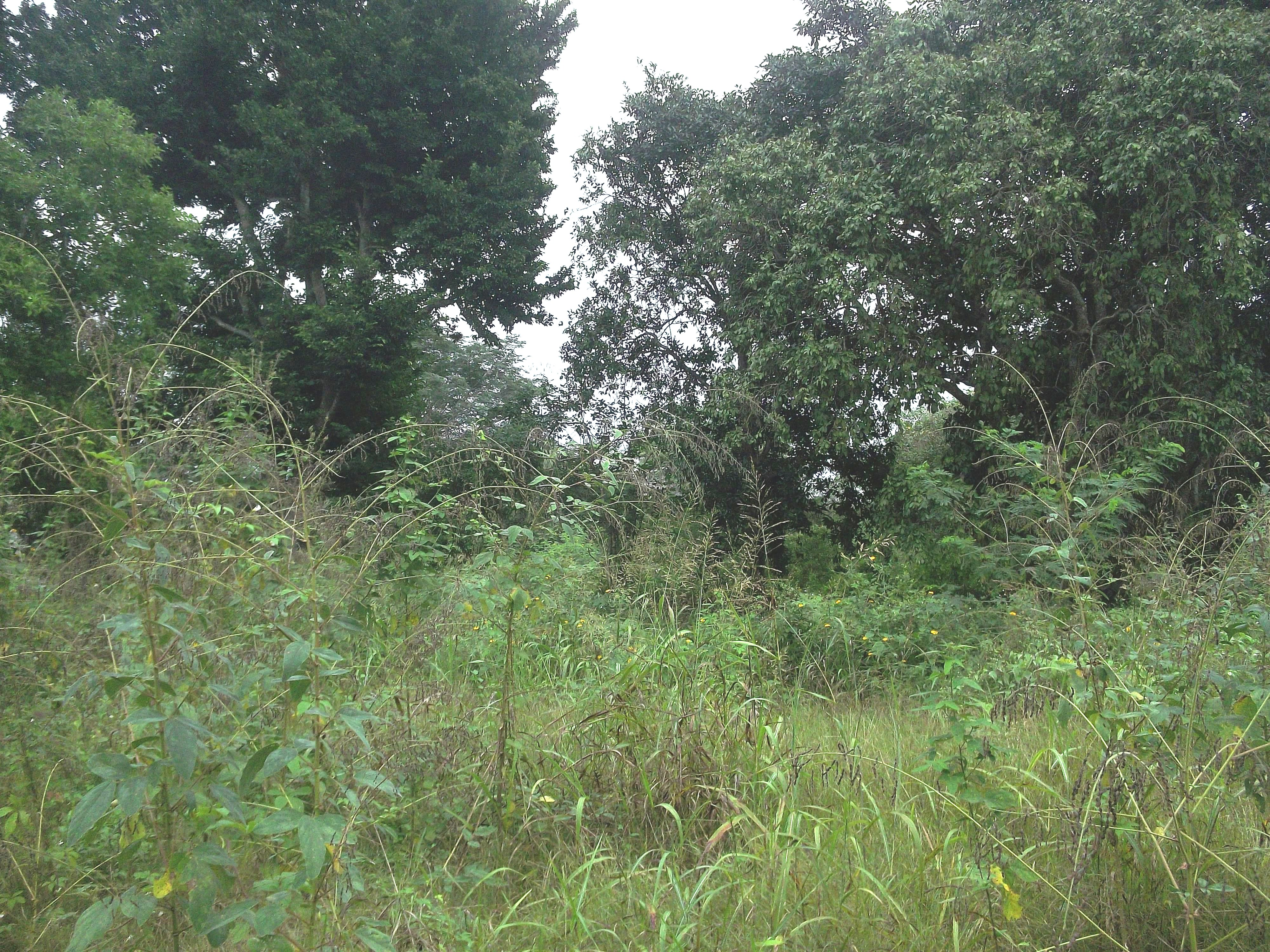
Hacienda.